# 建水分神社
建水分神社（たけみくまりじんじゃ）は、大阪府南河内郡千早赤阪村大字水分（すいぶん）にある神社。式内社で、旧社格は府社。通称水分神社（すいぶんじんじゃ）。水分大明神、上水分社（うえのすいぶんのやしろ）とも称する。古より金剛山の鎮守として、また、楠木氏の氏神として崇敬された。当社は錦織神社（富田林市）、美具久留御魂神社（下水分社、富田林市）とともに「河内国の三水分（みくまり）社」と呼ばれている。

## 祭神
中殿に天御中主神、左殿に天水分神・罔象女神、右殿に国水分神・瀬織津姫神を祀る。このうち天御中主神以外は水神である。

## 歴史
社伝によれば、崇神天皇5年（紀元前92年）に諸国が飢饉となった際、天皇は各地に溜池や溝を作ることを勧められた。この時に金剛山の山麓に水分神が祀られたのに始まる。延長5年（927年）に編纂された延喜式神名帳に「河内国石川郡 建水分神社」と記載されている。「上水分社」の呼称は、美具久留御魂神社（富田林市宮町）を下水分社と称するのに対応したものである。
また、『日本三代実録』には貞観5年（863年）に正五位下、貞観16年（874年）に従四位下、元慶3年（879年）に従四位上が朝廷より授けられたとある。
元の鎮座地は現在地より北約100mの水越川のほとりにあったが、当社を氏神としている地元の侍の楠木正成が鎌倉幕府に抵抗した後醍醐天皇側に付き、赤坂城の戦い、次いで千早城の戦いを近辺で繰り広げたために兵火に掛かって荒廃した。このため建武元年（1334年）に後醍醐天皇の勅命を受けた楠木正成により、現在地に本殿、拝殿、鐘楼などを再建し遷座した。延元2年（1337年）4月27日、最高位である正一位の神階を授けられた。またこの年、楠木正成を祀る南木神社が摂社として境内に設けられている。
延元5年/暦応3年（1340年）に正成の嫡男正行が当社に奉納した扁額には「左衛門少尉」の自筆が記されている。
戦国時代、織田信長による河内国侵攻の際には拝殿などが戦火を受けて焼失し、社領を没収されてしまい衰退するが、豊臣秀吉が社領を寄進し復興された。
1873年（明治6年）の近代社格制度制定の際に付近18ヵ村の総鎮守産土神の故を以て郷社に列格した。1907年（明治40年）に神饌幣帛料供進社に指定され、氏子地域内にある17の神社を合祀し、1913年（大正2年）に府社に昇格した。
戦前、楠木正成は天皇のために尽くした忠臣として大いに称えられたため、当社と摂社・南木神社には多くの参拝者が訪れた。

## 境内
- 本殿 3棟 - 本殿は三殿で構成されている。中殿は一間社春日造で左右両殿は二間社流造、それを渡廊で連結させるという全国でも唯一の珍しい様式で「水分造」とも呼ばれている。構造の細部も優秀巧緻で建築上の模範とされる。1900年（明治33年）に大阪府の神社建築として初めて古社寺保存法に基づく特別保護建造物（現行法の「重要文化財」に相当）に指定され、1950年（昭和25年）、文化財保護法施行に伴い重要文化財となった。通常は非公開である。
  - 中殿（重要文化財） - 建武元年（1334年）に後醍醐天皇の勅命で楠木正成により再建。
  - 左殿（重要文化財） - 建武元年（1334年）に後醍醐天皇の勅命で楠木正成により再建。
  - 右殿（重要文化財） - 建武元年（1334年）に後醍醐天皇の勅命で楠木正成により再建。
- 神門
- 幣殿
- 拝殿（割拝殿）
- 大鳥居 - 元禄3年（1690年）造立。笠木の長さ10.6m、高さ7.1mで近代以前の石造鳥居としては全国有数の規模とされる。掛けられている勅額「正一位 水分大明神」は後醍醐天皇の宸筆である。もともとは楠木正行が奉納した後醍醐天皇宸筆の勅額が掛けられていたが、木製のため額の表面が摩滅してしまったので宝永2年（1705年）に前大納言・葉室頼孝が磨滅した後醍醐天皇筆の文字をなぞって金銅製にて作り直したものが現在掛けられているものである。
- 狛犬 - 万延元年（1860年）造立。石造の狛犬としては大阪府下で最大級である。
- 鐘楼 - 神仏習合時代の名残である。太平洋戦争中に金属類回収令により寺院などから梵鐘が供出されていくなか、当社は楠木正成ゆかりの神社であったためか、梵鐘の供出は免れた。
- 祭器庫
- 旧宝物庫（国登録有形文化財）
- 神輿庫
- 旧絵馬堂
- 社務所
- 境外
  - 御旅所 - 当社の北西約1kmの地にある。
    - 御旅所古墳
    - 御旅所北古墳

### 摂末社
- 南木神社（なぎじんじゃ） - 祭神：楠木正成。摂社。詳細は「南木神社」を参照。
  - 本殿（国登録有形文化財）
  - 幣殿（国登録有形文化財）
  - 拝殿（国登録有形文化財）
  - 築地塀（国登録有形文化財）
- 金峯神社（きんぶじんじゃ） - 祭神：天照大御神。末社。

## 文化財

### 重要文化財
- 本殿 3棟 - 中殿、左殿、右殿からなる。

### 国登録有形文化財
- 宝庫
- 南木神社本殿
- 南木神社拝殿及び幣殿
- 南木神社築地塀

### 千早赤阪村指定有形文化財
- 建水分神社の延元5年扁額

### 千早赤阪村指定有形民俗文化財
- 建水分神社の木造狛犬群 8体

## 例祭
- 4月25日：春祭 - この日は楠木正成の誕生日とされていることから春祭は俗称「くすのきさん」と呼ばれている。
- 10月第三土曜日：秋祭 - 御旅所にて御神輿を中心に19台の地車が集まる風景は、河内随一といわれる。各地車には舞台が付いており（石川型だんじり）そこで上方芸能の原点ともいわれる「河内にわか」が奉納される。

## その他
- 日本海軍の戦艦金剛の艦内神社には1930年（昭和5年）より建水分神社の御分霊の神鏡が奉安されていた。